# نهائي كأس ألمانيا 2018
نهائي كأس ألمانيا 2018 هي المباراة النهائية من منافسة كأس ألمانيا 2017–18، أقيمت المباراة في 19 مايو 2018، في الملعب الأولمبي، بين فريقي بايرن ميونخ، وآينتراخت فرانكفورت، وفاز فيها آينتراخت فرانكفورت، بعد أن هزم بايرن ميونخ، بنتيجة 1 - 3، وكان حكم المباراة فيليكس تسفاير، وحضر المباراة 76322 شخصاً.

## تفاصيل المباراة
لعبت المباراة النهائية في 19 مايو 2018.
| بايرن ميونخ            | 1 -3 | آينتراخت فرانكفورت                                         |
| ---------------------- | ---- | ---------------------------------------------------------- |
| روبرت ليفاندوفسكي 53 ' |      | أنته ريبيتش 11 ' · أنته ريبيتش 82 ' · ميات غاسينوفيتش 90 ' |